# Sigurd Hofmann
Sigurd Hofmann (15 de febrer del 1944, Böhmisch-Kamnitz, Alemanya) és un físic nuclear alemany que ha participat en la síntesi dels elements químics del bohri al meitneri, essent el primer autor de la síntesi del darmstadti, el roentgeni i el copernici.
Hofmann nasqué a Böhmisch-Kamnitz, aleshores Alemanya del III Reich, i actualment Česká Kamenice, Txèquia, durant la Segona Guerra Mundial. Com en altres poblacions del Sudets, els alemanys foren expulsats en acabar la guerra i la família Hofmann s'establí a Groß-Umstadt, en les rodalies de Darmstadt, Hessen. Realitzà els seus estudis secundaris al Max-Planck-Gymnasium de Groß-Umstadt i després es graduà en física a l'Escola Tècnica Superior de Darmstadt el 1969. A l'Institut de Física Nuclear començà a treballar en la seva tesi doctoral, sota la direcció d'Egbert Kankeleit i Karl Wien. La tesi, supervisada per Kankeleit, es titulà Kernspektroskopische Untersuchungen zu den Termschemata der Kerne 56Fe und 56Co i la defensà el 1974.
Ja com a doctor en física, aconseguí una plaça a la Societat per a la Recerca en Ions Pesants de Darmstadt (GSI), concretament en el Departament de Química Nuclear II, dirigit per Peter Armbruster. S'encarregà del projecte del Separador de Productes de Reaccions d'Ions Pesants (SHIP en l'acrònim anglès). Fou així com participà en la síntesi i detecció dels elements 107-109 entre els anys 1981 i 1984, així com en altres recerques sobre elements superpesants. El 1982, l'equip de Hofmann aconseguí la síntesi del luteci 151, un isòtop pobre en neutrons que, alhora, es revelava com el primer isòtop conegut que, en l'estat basal, podia desintegrar-se amb emissió d'un protó. En el 1989, la tasca sobre la síntesi d'elements superpesants passà a ser liderada per Gottfried Münzenberg i Sigurd Hofmann. Eventualment, Hofmann encapçalà els esforços per a la síntesi i detecció de l'element 110, anomenat ara darmstadti, per la qual cosa fou necessària una col·laboració internacional.